# Glyptodontidae
Glyptodontidele sunt un grup de animale  dispărute care au trăit acum 3 milioane de ani și  au dispărut  acum 10.000 de ani. Aceștia aveau o  armură  groasă de 1-3 cm , folosită pentru a  se apăra de potențialii dușmani. Dușmanii lui de moarte  erau Smilodon, Titanis, Porhushacos,  Arctodus și Canis Dirus. Aceste animale au trăit de-a lungul Americiilor, America de Nord  și America de Sud. Erau animale uriașe, ce cântăreau până la 2.000 de kilograme. Coada era pronunțată cu o formațiune osoasă asemănătoare anchilozaurilor, un alt grup de animale dispărute. Din acest grup făceau parte Glyptodon și Doedicurus. Nu se știe exact cum au dispărut, probabil din cauza vânării excesive de către om sau a lipsei de hrană, din cauza schimbărilor climatice ale planetei.